# Rainer Troppa
Rainer Troppa (2. srpna 1958, Kolkwitz – 9. září 2023) byl východoněmecký fotbalista, obránce a záložník.
Zemřel 9. září 2023 ve věku 65 let.

## Fotbalová kariéra
Začínal v týmu FC Energie Cottbus.
Ve východoněmecké oberlize hrál za Berliner FC Dynamo. Nastoupil ve 179 ligových utkáních a dal 37 gólů. S Berliner FC Dynamo získal devětkrát mistrovský titul. V Poháru mistrů evropských zemí nastoupil ve 26 utkáních a dal 1 gól. Za reprezentaci Východního Německa (NDR) nastoupil v letech 1981–1984 v 17 utkáních.

## Ligová bilance
| Ročník           | Zápasy | Góly | Klub               |
| ---------------- | ------ | ---- | ------------------ |
| II. liga 1976/77 | 7      | 0    | FC Energie Cottbus |
| I. liga 1977/78  | 9      | 0    | Berliner FC Dynamo |
| I. liga 1978/79  | 21     | 2    | Berliner FC Dynamo |
| I. liga 1979/80  | 25     | 2    | Berliner FC Dynamo |
| I. liga 1980/81  | 26     | 8    | Berliner FC Dynamo |
| I. liga 1981/82  | 26     | 12   | Berliner FC Dynamo |
| I. liga 1982/83  | 25     | 6    | Berliner FC Dynamo |
| I. liga 1983/84  | 24     | 4    | Berliner FC Dynamo |
| I. liga 1984/85  | 12     | 3    | Berliner FC Dynamo |
| I. liga 1985/86  | 3      | 0    | Berliner FC Dynamo |
| I. liga 1986/87  | 1      | 0    | Berliner FC Dynamo |
| CELKEM I. liga   | 179    | 37   |                    |